# 나유 (배우)
나유(중국어: 羅維, 영어: Lo Wei, 1918년 12월 12일 ~ 1996년 1월 20일)은 홍콩의 영화 배우, 영화 감독, 각본가이다.

## 출연 작품
- 신정무문 디 오리지널 (2018)
- 일도경성 (1993)
- 쌍귀혈전 (1992)
- 화폭랑자 (1991)
- 주성치의 신정무문 (1991)
- 강호 최후의 보스 (1989)
- 도시의 심판관 (1989)
- 영웅복성 (1988)
- 강시소야 (1987)
- 맹룡생사 (1984)
- 귀마천사 (1983)
- 소권괴초 2 (1983)
- 상하이의 대형 (1979)
- 백전보산하 (1979)
- 용권 (1979)
- 당산비권 (1979)
- 금강혈인 (1978)
- 비도권운산 (1978)
- 낭화비권 (1978)
- 죽음의 다섯 손가락 (1978)
- 소림사 목련도사 (1978)
- 칠협팔의 (1978)
- 대사부 (1978)
- 사학비권 (1978)
- 소권 (1977)
- 쌍면객 (1977)
- 신당산대형 (1977)
- 유성검의 대결 (1976)
- 신정무문 디 오리지널 (1976)
- 소림목인항 (1976)
- 심판자 (1976)
- 국제 경찰 (1976)
- 왕룡 (1976)
- 금분신선수 (1975)
- 소산동도향항 (1975)
- 작두상원 (1974)
- 소영웅대료당인가 (1974)
- 대해도 (1973)
- 냉면호 (1973)
- 해원칠호 (1973)
- 철왜 (1973)
- 황면노호 (1973)
- 마로소영웅 (1973)
- 용호금강 (1973)
- 여감방 (1973)
- 수호전 (1972)
- 금선풍 (1972)
- 마영정 (1972)
- 정무문 (1972)
- 영자신편 (1971)
- 귀류성 (1971)
- 빙천협녀 (1971)
- 철권소자 (1971)
- 천룡팔강 (1971)
- 당산대형 (1971)
- 오호도룡 (1970)
- 복수 (1970)
- 독룡담 (1969)
- 호담 (1969)
- 용문금검 (1969)
- 금석정 (1968)
- 여협흑호접 (1968)
- 철관음용파폭작당 (1968)
- 단혼곡 (1968)
- 철관음 (1967)
- 욕해정마 (1967)
- 최명부 (1967)
- 금보살 (1966)
- 악어하 (1965)
- 노해정구 (1965)
- 보련등 (1964)
- 앵봉화명 (1964)
- 정천장한 (1964)
- 금전맹 (1963)
- 원녀맹려사 (1961)
- 무어문창천 (1961)
- 도화루 (1960)
- 지분간첩망 (1960)
- 흑호접 (1960)
- 비취호 (1958)
- 금봉황 (1958)
- 다정하 (1957)
- 선모단 (1956)
- 레드 블룸 인 더 스노우 (1954)
- 탕부정치 (1954)
- 벽혈황화 (1954)
- 장부일기 (1953)